# Uddannelsesøkonomi
Uddannelsesøkonomi er studiet af økonomiske spørgsmål i relation til uddannelse, herunder efterspørgslen efter uddannelse, finansiering og formidling af uddannelse, og den relative effektivitet af forskellige pædagogiske programmer og uddannelsespolitiske tiltag. 
Fra tidlige studier om forholdet mellem uddannelse og resultater på arbejdsmarkedet for enkeltpersoner er uddannelsesøkonomi vokset til at dække stort set alle områder med tilknytning til undervisning. Nogle vigtige spørgsmål indenfor uddannelsesøkonomi er, hvordan man mest effektivt kan indrette uddannelsessystemet, så resurserne, det beslaglægger, kan udnyttes bedst muligt, hvordan uddannelsessystemet bør finansieres (brugerbetaling eller offentlig (skatteyderbetalt) finansiering, og hvilket afkast, i form af aflønning for den enkelte og bredere økonomiske gevinster for samfundet, der er af investeringer i forskellige former for uddannelse. 

## Uddannelse som en investering
Økonomi opererer som supplement til fysisk kapital med en anden form for kapital, der ikke er mindre vigtig som produktionsfaktor – humankapital. Investeringer i humankapital, såsom uddannelse, vil normalt have tre vigtige økonomiske konsekvenser:
- øgede udgifter, da akkumulering af humankapital kræver investeringer, ligesom det er tilfældet for fysisk kapital,
- øget produktivitet, da de pågældende personer opnår kvalifikationer, der gør dem i stand til at producere mere, og som følge heraf
- afkast af investeringer i form af højere indkomster.

### Omkostninger ved uddannelse
De direkte omkostninger ved uddannelse (lærerlønninger, vedligeholdelse af skolebygninger og -inventar mv.) er betydelige i de fleste vestlige lande og udgør i størrelsesordenen 5 % af BNP i gennemsnit. Dertil bør lægges en anden vigtig omkostning, som ikke fremgår af finansielle statistikker, nemlig værdien af den tid, som de uddannelsessøgende anvender på uddannelsen. Værdien af tidsforbruget er en meget betydelig alternativomkostning. Det er blevet vurderet, at den er af samme størrelsesorden som de direkte omkostninger, sådan at de samlede uddannelsesomkostninger udgør omkring 10 % af BNP i vestlige lande. Det Miljøøkonomiske Råd har i en analyse af Danmarks ægte opsparing beregnet, at de samlede uddannelsesomkostninger i Danmark har ligget på 8,3 % af BNP i gennemsnit i perioden 1980-2015.
I de fleste europæiske lande er den altovervejende del af de direkte uddannelsesomkostninger offentligt finansierede, mens der i USA og en række andre lande indgår et større element af brugerbetaling fra de uddannelsessøgende eller deres forældre.

### Afkast af uddannelse
Humankapital i form af uddannelse deler mange karakteristika med fysisk kapital (f.eks. maskiner). Begge kræver en investering at erhverve, og når de er erhvervet, har begge en økonomisk værdi. Fysisk kapital opnår et afkast, fordi virksomheder er villige til at betale for at bruge den fysiske kapital, da det giver dem mulighed for at fremstille flere varer og tjenester. Hvis man vil måle den produktive værdi af den fysiske kapital, kan man simpelthen måle, hvor stort et afkast den genererer på markedet. I tilfældet med humankapital er beregningen af afkastet mere kompliceret, da man ikke kan adskille uddannelsen fra personen for at se, hvor meget humankapitalen (eksempelvis de specifikt erhvervede færdigheder som følge af at have taget en bestemt uddannelse) i sig selv er værd.
For at komme om ved dette problem bliver afkastet af humankapital normalt udledt af lønforskelle mellem personer med forskellige uddannelsesniveauer. Økonomerne Robert Hall og Charles Jones har ud fra internationale data beregnet, at afkastet af uddannelse i gennemsnit er 13,4 % per år for de første fire års skolegang (niveau 1-4), 10,1 % per år i de næste fire år (niveau 5-8) og 6,8 % for hvert år ud over otte år. Ifølge disse beregninger kan en person med 12 års skolegang forventes i gennemsnit at tjene 1,1344 × 1,1014 × 1,0684 = 3,161 gange så meget som en person uden nogen skolegang overhovedet.
Humankapitalens betydning for indkomsterne i hele samfundet er blevet anslået til at være temmelig betydelig. Nogle beregninger peger således på, at 65 % af den løn, der betales i de udviklede lande, er aflønning af humankapital, og kun 35 % af rå arbejdskraft. Højere produktivitet af veluddannet arbejdskraft nævnes ofte som en af de vigtigste faktorer, der forklarer økonomisk vækst og dermed højere indkomster i de udviklede lande. En høj korrelation mellem BNP og uddannelse er klart synlig blandt verdens lande. Det er dog mindre klart, hvor meget af BNP-forskellene der forklares af forskellene i uddannelse. Det er nemlig også muligt, at de rige lande simpelthen har bedre råd til at sørge for mere uddannelse.

## Uddannelse som forbrugsgode
Selvom uddannelse oftest tænkes på som et investeringsgode, der giver mulighed for højere løn og bedre arbejdsvilkår, er det også et forbrugsgode, der kan give modtageren (eleven) en selvstændig nyttegevinst, både under uddannelsen og efter, at den er færdiggjort.

## Offentlig finansiering af uddannelse
Udgifterne til uddannelsesformål lige fra folkeskole til universiteter udgør en væsentlig del af det offentlige forbrug og dermed de offentlige udgifter i et land som Danmark. I nogle andre lande er der et større element af brugerbetaling i stedet for skatteyderfinansiering. Ud fra et velfærdsøkonomisk synspunkt begrundes offentlig subsidiering med enten fordelingspolitiske ønsker hos beslutningstagerne eller med argumenter om, at det pågældende tiltag forbedrer den samfundsøkonomiske effektivitet, fordi det retter op på en markedsfejl: Dvs. hvis subsidieringen ikke fandt sted, og uddannelse kun blev finansieret ved brugerbetaling, ville efterspørgslen efter uddannelse og dermed uddannelsesniveauet blive for lille i forhold til det samfundsøkonomisk efficiente uddannelsesniveau.
På uddannelsesområdet spiller begge problemstillinger en rolle. Offentligt finansieret skolegang har klare fordelingsmæssige konsekvenser for befolkningen og fører i almindelighed til en mere ligelig fordeling af de reelle forbrugsmuligheder end en rent brugerfinansieret ordning. Samtidig er der forskellige markedsfejl forbundet med uddannelser, som kan begrunde, at det offentlige griber ind på "uddannelsesmarkedet":
1. Der er typisk positive eksternaliteter forbundet med erhvervelsen af humankapital, dvs. det gavner også andre personer end den uddannede selv, at der finder uddannelse sted i befolkningen
2. I samfund, hvor de færdiguddannede betaler indkomstskat, vil en del af gevinsten ved at tage en uddannelse i form af en højere bruttoløn ikke tilfalde den uddannede person selv, men det offentlige i form af højere skatteindtægter. Det kan føre til, at tilskyndelsen til at tage en uddannelse bliver for lille i forhold til den samfundsøkonomiske produktivitetsgevinst, hvis de uddannelsessøgende selv skal bære alle omkostninger ved at tage uddannelsen, men ikke høster alle gevinsterne
3. Asymmetrisk information på kreditmarkederne er en vigtig markedsfejl, som også har betydning for uddannelsesindsatsen. Investeringer er karakteriseret ved, at omkostningerne tidsmæssigt falder før gevinsterne. Uden offentlig støtte vil uddannelsessøgende derfor tit have behov for at lånefinansiere omkostningerne. Det er typisk også tilfældet for virksomheders investeringer i fysisk kapital, at de i vidt omfang er lånefinansierede. Den finansielle sektor er imidlertid præget af informationsasymmetrier, som gør, at det kan være vanskeligt at få lån til et rimeligt renteniveau. For investeringer i humankapital bliver problemet forstærket af, at man modsat investeringer i f.eks. bygninger og anlæg ikke kan stille sikkerhed i værdien af den anskaffede kapital. Dette problem kan i sig selv gøre det mindre attraktivt at tage en uddannelse og dermed resultere i et for lavt uddannelsesniveau, med mindre det offentlige hjælper, eksempelvis ved at stille statslige SU-lån til rådighed.